# Булгакова (Болховский район)
Булгакова — деревня в составе Боровского сельского поселения Болховского района Орловской области. Население 1 человек (2010).

## География
Деревня находится в северной части Орловской области, в лесостепной зоне, в пределах центральной части Среднерусской возвышенности и находится на берегу ручья, впадающего в реку Орс.
На 2018 год в деревне числилась 1 улица — Полевая.
Географическое положение
- в 3 км. — административный центр поселения деревня Козюлькина, в 12 км — административный центр района[4]
- в 9 км к западу от районного центра — города Болхов, и в 57 км к северу от Орла.

Климат
близок к умеренно-холодному, количество осадков является значительным, с осадками даже в засушливый месяц. Среднегодовая норма осадков — 627 мм. Среднегодовая температура воздуха в Болховском районе — 5,1 °C.

## Население
| 2010 |
| ---- |
| 1    |

Национальный, гендерный и возрастной состав
Проживает (на 2017—2018 гг.) 1 житель в одном доме, свыше 60 лет.
По данным Всероссийской переписи населения 2010 года в гендерной структуре населения женщины — 100 %, мужчин не был. Информация о численности не отображается в целях защиты конфиденциальности данных.
Согласно результатам переписи 2002 года, в национальной структуре населения
русские составляли 100 % из общей численности населения в 6 жителей

## Инфраструктура
Нет данных

## Транспорт
Просёлочные дороги.